# Romualdo Pacheco
José Antonio Romualdo Pacheco (Santa Bárbara, Alta California; 31 de octubre de 1831-Oakland, California; 23 de enero de 1899) fue un político y diplomático mexicano nacionalizado estadounidense. Partícipe en la incorporación de la Alta California de la posguerra a los Estados Unidos, fungiendo como el primer gobernador de origen no estadounidense de California entre 1875 a 1875.
Pacheco fue elegido y designado para varios puestos y oficinas a lo largo de los más de treinta años de carrera, incluyendo el Senado del Estado de California, Gobernador de este Estado y tres mandatos en la Cámara de Representantes de los Estados Unidos. Pacheco continúa siendo el único gobernador hispano en la Historia del Estado como parte integrante de los EE. UU. También fue el primer californiano en ser gobernador de su Estado. Pacheco representó a California en la Cámara de Representantes desde el 4 de marzo de 1877 a 7 de febrero de 1878 y de 4 de marzo de 1879 a 3 de marzo de 1883. También fue el primer representante hispano de un Estado, pues otros sirvieron antes como delegados de territorios estadounidenses y como tales no tenían derecho de voto.

## Primeros años
José Antonio Romualdo Pacheco Jr, nació en Santa Bárbara en el seno de una prominente familia de la Alta California. Su padre, el capitán José Antonio Romualdo Pacheco, se había mudado desde Guanajuato, México, en 1825 y sirvió como asistente del gobernador José María de Echeandía. Sin embargo, falleció cuando el joven Romualdo tenía tan solo cinco años de edad. Su madre, Mª Ramona Carrillo de Pacheco era cuñada del general Mariano Guadalupe Vallejo e hija de Mª Ygnacia López de Carrillo, concesionaria del Rancho Cabeza de Santa Rosa. Después de la muerte de su padre, la madre de Romualdo contrajo nuevas nupcias con el capitán John D. Wilson, un escocés que envió a Pacheco a Honolulu, Hawái, para su educación.
A la edad de doce años Pacheco comenzó su aprendizaje a bordo de un barco mercante. Cuando la Intervención estadounidense en México estalló dos años más tarde, fue capturado brevemente por las fuerzas estadounidenses en una travesía en julio de 1846 cuando se dirigía a Yerba Buena (actualmente San Francisco). Pacheco hizo un juramento de lealtad a los EE. UU. y fue liberado.

## Política
La vinculación de Pacheco con una de las familias más prominentes del estado le ayudó a inmiscuirse en la política durante los años cincuenta, siendo igualmente respetado tanto por los ciudadanos californios cuanto por los emigrantes anglosajones recién llegados a California. Su primer cargo público lo ejerció cuando en 1853 fue elegido para ser juez de la magistratura de San Luis Obispo.
Pacheco comenzó su carrera política como demócrata, pero en los primeros sesenta se afilió al National Union Party, nombre del Partido Republicano durante la Guerra de Secesión, denunciando la esclavitud y manifestando su lealtad a la Unión.
Fue elegido para el Senado de California en 1857 y reelegido en dos ocasiones más, hasta 1863. Durante la guerra, Pacheco fue designado como general de brigada por el gobernador Leland Stanford para que dirigiera una campaña contra grupos militares de Los Ángeles, ciudad que no era afecta a la Unión. 
Posteriormente Pacheco ocupó el cargo de tesorero del estado durante unos años antes de convertirse en teniente del gobernador Newton Booth en 1863, cargo que ejerció hasta 1875 cuando este fue elegido para el Senado de los EE. UU., momento en el que Pacheco fue nombrado momentáneamente como gobernador de California del 27 de febrero de 1875 hasta el 9 de diciembre del mismo año, cuando el teniente de gobernador William Irwin, ganador de las elecciones de septiembre, dio comienzo a su mandato.
Posteriormente Pacheco concurrió a las elecciones por un escaño en la Cámara de Representantes, ganándolo por tan solo un voto. Su oponente, Peter D. Wigginton impugnó la elección, forzando momentáneamente a Pacheco abandonar la Cámara cuando su Comité de procesos electorales le negó su acta. Vuelto a California, se inició en los negocios, hasta que salió de nuevo vencedor en las elecciones por un escaño en la Cámara de Representantes en septiembre de 1879, siendo reelegido en 1880.
Tras dejar el Congreso, Pacheco vivió en un rancho en el fronterizo Estado de Coahuila, México, durante cinco años hasta que fue designado enviado especial y ministro plenipotenciario de EE. UU. para Centroamérica en 1890. Volvió a California en 1893 y murió en Oakland en 1899.

## Vida privada
En 1863 contrajo matrimonio con Mary McIntire, dramaturga de 22 años, con la que tuvo dos hijos, Maybella Ramona (nacida en 1865) y Romualdo, que murió siendo niño. En 1889 Maybella se casó con Will Tevis, hijo de una influyente familia de empresarios de San Francisco.